# Maciej Strzelczyk (naukowiec)
Maciej Strzelczyk (ur. 8 maja 1935 w Skierniewicach, zm. 4 lutego 1996 w Płocku) – doktor nauk technicznych, polski inżynier budowlany, nauczyciel akademicki.

## Życiorys
Strzelczyk urodził się 8 maja 1935 roku w Skierniewicach. W 1952 roku rozpoczął studia na Wydziale Budownictwa Przemysłowego Politechniki Warszawskiej, które ukończył w 1963 roku, uzyskując dyplom magistra inżyniera budownictwa lądowego.
W 1970 roku został zatrudniony jako nauczyciel akademicki w Oddziale Inżynierii Lądowej Politechniki Warszawskiej, a następnie w jej filii w Płocku. W 1979 roku uzyskał stopień doktora nauk technicznych na podstawie rozprawy Analiza statyczna obrotowych powłok warstwowych dowolnie obciążonych.
W latach siedemdziesiątych był członkiem Zespołu Mechaniki Konstrukcji Inżynierskich w Filii Politechniki Warszawskiej w Płocku.
Przez wiele lat prowadził zajęcia dydaktyczne z zakresu projektowania i obliczania konstrukcji inżynierskich, opracowywał plany i programy nauczania oraz wdrażał techniki komputerowe w procesie kształcenia. Był także aktywny naukowo, publikując kilkanaście artykułów oraz współtworząc różne opracowania badawcze dla przemysłu.
Pełnił również funkcje organizacyjne, m.in. jako prodziekan Wydziału Budownictwa i Maszyn Rolniczych Politechniki Warszawskiej w Płocku oraz członek Senatu tej uczelni. Działał także w Towarzystwie Naukowym Płockim, gdzie przez wiele lat pełnił funkcję sekretarza sekcji Inżynierii Lądowej.

## Odznaczenia
- 1978 Złoty Krzyż Zasługi[1]
- 1986 Medal Komisji Edukacji Narodowej[1]
- 1988 Krzyż Kawalerski Orderu Odrodzenia Polski[1]

## Śmierć i miejsce spoczynku
Zmarł 4 lutego 1996 roku w Płocku. Pochowany na cmentarzu przy ul. Norbertańskiej w Płocku.